# Bleeding Through (album)
Bleeding Through är det amerikanska metalcorebandet Bleeding Throughs sjätte studioalbum, utgivet i april 2010 på Rise Records i USA och på Roadrunner Records i Europa och Japan. Det var bandets första skiva på detta bolag, samt den första med gitarristen David Nassie.
Albumet nådde plats 143 på Billboard-listan.
En musikvideo spelades in till "Anti-Hero". Den släpptes även som singel.

## Låtlista
1. "A Resurrection" (instrumental) – 1:54
2. "Anti-Hero" – 3:09
3. "Your Abandonment" – 3:30
4. "Fifteen Minutes" – 3:48
5. "Salvation Never Found" – 4:49
6. "Breathing in the Wrath" – 4:29
7. "This Time Nothing Is Sacred" – 3:16
8. "Divide the Armies" – 4:50
9. "Drag Me to the Ocean" – 3:51
10. "Light My Eyes" – 2:42
11. "Slow Your Roll" – 3:22
12. "Distortion, Devotion" – 5:54

## Medverkande
Musiker
- Brandan Schieppati – sång
- Brian Leppke – gitarr
- David Nassie – gitarr
- Ryan Wombacher – basgitarr
- Marta Demmel – keyboard, piano
- Derek Youngsma – trummor, slagverk

Produktion
- Chris "Zeuss" Harris – producent, inspelningstekniker, mixning
- Curtis Edward Franklin – inspelningstekniker
- Ryan Clark – art direction, illustrationer, design
- Megan Thompson – foto